# Großsteingrab Blekendorf
Das Großsteingrab Blekendorf ist eine megalithische Grabanlage der jungsteinzeitlichen Trichterbecherkultur bei Blekendorf im Kreis Plön in Schleswig-Holstein. Es trägt die Sprockhoff-Nummer 208.

## Lage
Das Grab befindet sich westnordwestlich von Blekendorf im Waldstück Großes Holz. In der näheren Umgebung gibt es mehrere weitere Großsteingräber: 1,6 km nordnordöstlich liegen die Großsteingräber bei Futterkamp und 2,7 km südwestlich das Großsteingrab Wetterade.

## Beschreibung
Die Anlage besitzt eine runde Hügelschüttung mit einem Durchmesser von etwa 18–19 m und einer erhaltenen Höhe von 1,6 m. Von der Umfassung sind noch die meisten Steine im Süden und Westen erhalten. Etwas südlich der Mitte des Hügels liegt in einer Mulde die zerstörte Grabkammer. Es sind noch vier Steine erhalten, die sich nicht sicher zuordnen lassen. Die Maße und der Typ der Kammer lassen sich nicht sicher bestimmen.